# Andrei Fântână
Andrei Fântână este un designer de jocuri video, fotograf și multi-instrumentist român - cântă la clape, saxofon și chitară în trupa Robin and the Backstabbers.
A fost redactorul-șef al revistei Game Over, prima revistă de jocuri pe PC din România.

## Biografie
Andrei Fântână a absolvit U.N.A.T.C., secția Actorie.
În 1996 înființează, împreună cu un grup de prieteni, revista de jocuri Game Over, în care semnează cu pseudonimul Afantana. După desființarea revistei, se reprofilează pe designul de jocuri, lucrând ca game designer la Ubisoft.
În timpul liber se ocupa cu fotografia și în această calitate i-a cunoscut pe Robin and the Backstabbers, care au apelat la el pentru fotografiile lor oficiale.
Devine membru al trupei Robin and the Backstabbers în 2012.